# Cucullia splendida
Cucullia splendida is een vlinder uit de familie uilen (Noctuidae). De wetenschappelijke naam is voor het eerst geldig gepubliceerd in 1782 door Stoll.
De soort komt voor in Europa.